# Christian Poulsen (jugador d'escacs)
|  | Aquest article tracta sobre el jugador d'escacs. Vegeu-ne altres significats a «Christian Poulsen». |

Christian Poulsen (16 d'agost de 1912 – 19 d'abril de 1981), fou un mestre d'escacs danès.

## Resultats destacats en competició
Poulsen va guanyar dos cops el campionat de Dinamarca els anys 1945 i 1952, i tres cops més va empatar al primer lloc, però va perdre els matxs pel títol, els anys 1939, 1940, i 1951.
Poulsen va representar Dinamarca a la III Olimpíada d'escacs no oficial a Múnic 1936, i cinc cops en olimpíades d'escacs oficials (els anys 1937, 1939, 1950, 1952, i 1956). També va participar en diversos matxs amistosos; Escandinàvia vs. Alemanya (Bremen 1938), Dinamarca vs. Noruega (Oslo 1947, Oslo 1952), i Dinamarca vs. Suècia (Saltsjöbaden 1948, Copenhagen 1949).
Va empatar als llocs 5è-6è a Beverwijk 1951 (Torneig Hoogovens, el guanyador fou Herman Pilnik), i empatà als llocs 4t-5è al Vibork Jubilee 1957 (el campió fou Ludwig Rellstab).